# Kalulushi, Zambia
Kalulushi este un oraș în este un oraș în provincia Copperbelt, Zambia, situat la o distanță de 14 km vest de orașul Kitwe. Construit în 1953 ca o așezare pentru muncitorii care lucrau la minele de cupru și cobalt Chibuluma, devine oraș public în anul 1958. Principalul angajator din localitate îl constituie compania ZCCM (Zambia Consolidated Copper Mines. La vest de oraș se găsește Rezervația Forestiera Chati, ce cuprinde specii ca eucaliptul, pinul tropical, utilizate ca și materie primă pentru industria minieră sau vândute companiei de electricitate ZESCO.